# 向德 (新罗人)
向德（?—?），朝鲜半岛新罗国熊川州板積乡人。
向德父亲名向善，字潘吉，天性溫良，乡里推重他的行为。母亲史书不载姓名。向德也以孝順被当時所稱道。天寶十四年（755年），年荒民饑，加之瘟疫疠病，父母飢饿患病，母亲發癰疮，都濒临死亡。向德日夜不解衣，盡誠安慰，没办法喂養父母，就割肉给他们吃。又吸吮母亲的癰疮，让父母转危为安。乡司上報给熊川州，熊川州上報给国王。景德王下教书，賜给他租三百斛、宅一區、口分田若干，命有司刻石紀事，标榜他的孝行。人称他住的地方为孝家里。